# 陈发洪
陈发洪（1916年—1980年6月2日），河南永城人。中国人民解放军开国少将。

## 生平
原籍河南永城，出生于一个贫苦的农民家庭，七岁时跟随家人逃荒到安徽霍邱落户。1930年加入中国工农红军，参加共青团。在红七十三师、红四方面军总政治部、红三十一军政治部保卫部工作。参加长征。
抗日战争时期在八路军一二九师任三八五旅政治部组织科副科长等职，留守陕甘宁边区。
第二次国共内战时期任东北民主联军第十纵队二十九师（后为中国人民解放军第四十七军第140师）任政治部主任。
1949年任第140师政委、第四十七军政治部主任、军副政委。1951年随第四十七军入朝鲜参加朝鲜战争。1954年回国后升任第四十七军政委。1955年获少将军衔。后任广州军区政治部副主任、广州军区副政委。1968年调入二炮任第二政委，1970年出任二炮政委。1975年起任昆明军区副政委、武汉军区副政委。1980年6月2日于武汉在任上病逝。